# Sosnivka, Starîi Sambir
Sosnivka (în ucraineană Соснівка) este un sat în comuna Velîkosillea din raionul Starîi Sambir, regiunea Liov, Ucraina.

## Demografie
Componența lingvistică a localității Sosnivka
     Ucraineană (99,44%)
     Alte limbi (0,56%)
Conform recensământului din 2001, majoritatea populației localității Sosnivka era vorbitoare de ucraineană (99,44%), existând în minoritate și vorbitori de alte limbi.